# جیمز هندرسون
جیمز هندرسون (انگلیسی: James Henderson؛ زادهٔ ۱ ژانویهٔ ۱۸۷۰) بازیکن فوتبال، و سرمربی (فوتبال) است.
از باشگاه‌هایی که در آن بازی کرده‌است می‌توان به باشگاه فوتبال لیورپول اشاره کرد.